# CentriPress
CentriPress was een Nederlandse uitgeverij gevestigd in Bussum. De uitgeverij werd in 1973 opgericht door Rob Spijkstra en was gespecialiseerd in de uitgave van stripboeken en SF-boeken. In de periode tussen 1973 en 1984 verschenen diverse stripreeksen op de Nederlandse markt. Uitgeverij Centripress werd in 1985 verkocht door de oprichter, waarna publicaties onder de naam van deze uitgeverij stopten.  

## Stripseries
- Avonturier-reeks
- Frank Margerin
- Ton en Tinneke
- Cocco Bill
- Het is groen en het...
- De meester magiër
- Het sprookjesbos
- Tonius
- De Macaroni's
- CentriPress klassieken reeks
- Bruno, de berentemmer
- Don Quichot de la Mancha
- Dennis pocket (Centripress)

- Laurel en Hardy (Centripress)
- Zwaar metaal
- Popeye
- Felix de Kat (Centripress pocket)
- Jonathan Cartland
- Arad en Maya
- Bandonéon (CentriPress)
- De legende van Manos Kelly
- Ambrosius
- Spaghetti
- Dick Gunner
- Johnny Hazard (Centripress)

## Weblinks
- Stripinfo.be